# Rørby Sogn
Rørby Sogn ist eine Kirchspielsgemeinde (dän.: Sogn) auf der dänischen Insel Seeland.
Bis 1970 gehörte sie zur Harde Ars Herred im damaligen Holbæk Amt, danach zur Hvidebæk Kommune im Vestsjællands Amt, die wiederum im Zuge der Kommunalreform zum 1. Januar 2007 in der erweiterten Kalundborg Kommune in der Region Sjælland aufgegangen ist.

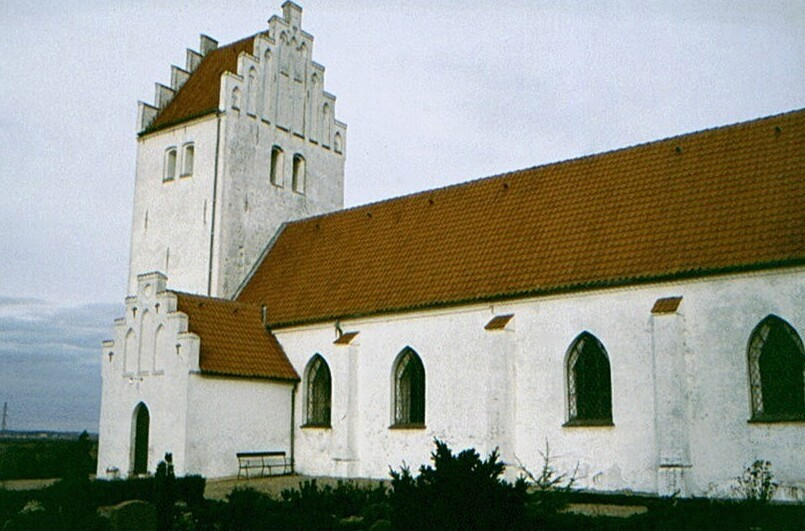
Nordenskirke Rørby

Am 1. Januar 2025 lebten im Kirchspiel 1446 Einwohner, davon 719 im Kirchort Rørby und 258 in der Ortschaft Ugerløse. Die „Rørby Kirke“ liegt auf dem Gebiet der Gemeinde.
Nachbargemeinden sind im Norden Tømmerup Sogn, im Nordosten Værslev Sogn, im Osten Ubby Sogn, im Südosten Svallerup Sogn sowie im Westen Årby Sogn. Im Südwesten grenzt das Kirchspiel an die Ostsee.